# Lê Hi

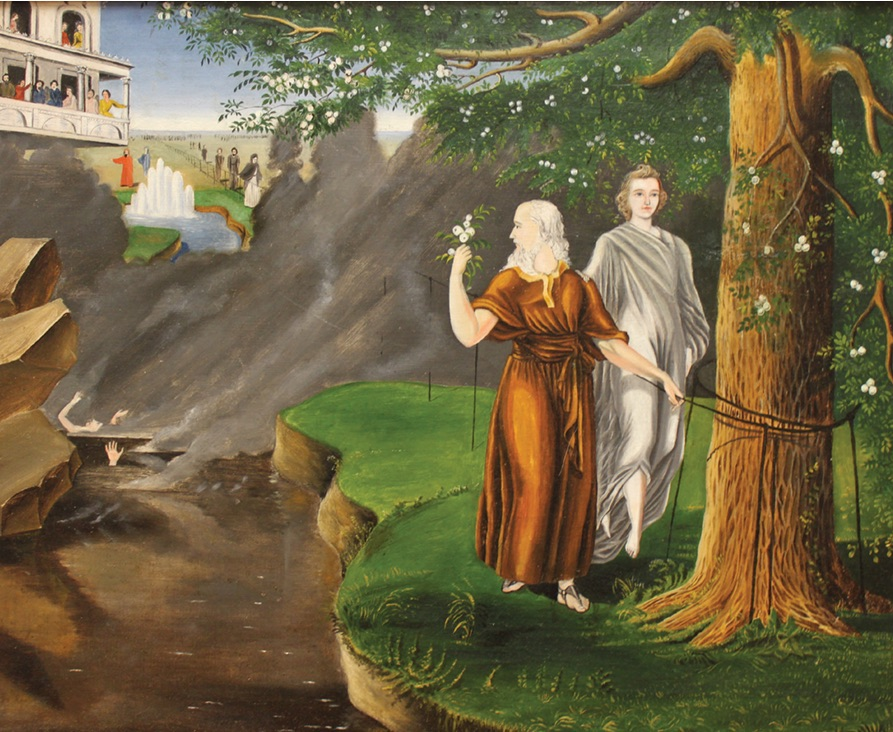
Khải thị của Lê Hi (ông lão tóc bạc áo nâu) về Cây sự sống

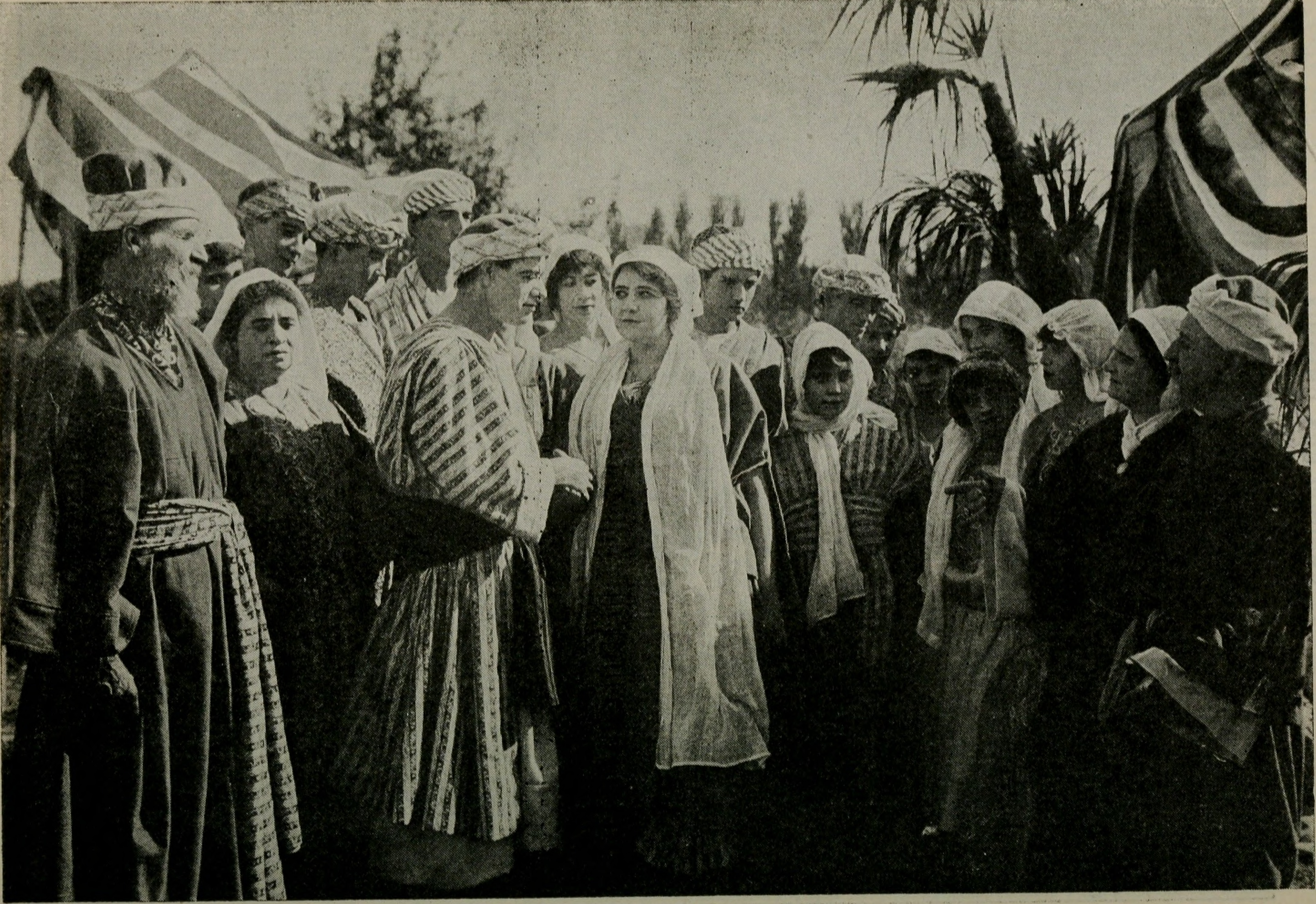
Minh họa trong sách Mặc Môn cảnh Lê Hi và gia đình chuẩn bị xuất hành

Lê Hi hay Lehi là một nhà tiên tri sống ở Giê Ru Sa Lem (Jerusalem) dưới thời trị vì của vua Sê Đê Kia/Zedekiah (khoảng năm 600 trước Công nguyên) trong mô tả trong sách Mặc Môn. Theo ghi chép trong các Thánh thư của Mặc Môn giáo thì Lê Hi chính là cha của Nê Phi (Nephi) là tổ tiên của người Nê Phi, Lê Hi cũng là cha của La Man là tổ tiên của người La Man, đây là những dân tộc sinh sống ở châu Mỹ thời Cổ đại theo sách Mặc Môn, như thế, ông Lê Hi đóng vai trò là Tổ phụ của người Mỹ bản địa. Ông cũng được tên cho một thành phố ngày nay Lehi, Utah. Trong văn hóa đại chúng, hình ảnh của Lê Hi cũng đã được miêu tả đang thuyết giảng cho người dân Jerusalem kêu gọi họ mau rời khỏi thành phố, và cảnh ông chào đón các con trai của ông trở về từ Jerusalem, cảnh ông tìm thấy la bàn Liahona, cũng như những lần chiêm bao và khải tượng khác trong suốt cuộc hành trình đã được các nghệ sĩ như Walter Rane, James C. Christensen, Minerva Teichert, J. Kirk Richards, và nhiều tác giả khác khắc họa.
Trong sách Nê Phi thứ nhất (Nephi 1) cuốn đầu tiên của Sách Mặc Môn bắt đầu với một vị tiên tri Lê Hi. Ông cảnh cáo những người tà ác ở Giê Ru Sa Lem phải hối cải, nhưng họ không nghe. Chúa phán bảo Lê Hi phải mang gia đình ông, gồm vợ ông là Sa Ri A và các con trai của ông gồm La Man, Lê Mu Ên, Sam và Nê Phi tiến vào vùng hoang dã. Sau đó, Lê Hi sai các con trai của mình trở lại để lấy thánh thư được viết trên các bảng khắc bằng đồng. Các bảng khắc này ghi lại lịch sử của các tổ tiên của họ và những điều khác mà Chúa đã phán bảo họ viết xuống. Lê Hi gìn giữ cẩn thận các bảng khắc và cũng viết thêm lên trên các bảng khắc bằng kim loại những điều đã xảy ra cho gia đình họ. Chúa ban cho Lê Hi một cái la bàn gọi là Liahona để hướng dẫn gia đình ông ngang qua vùng hoang dã đến miền đất hứa. Lê Hi và gia đình ông đi đến vùng đất hứa mà họ gọi là xứ Phong Phú trên chiếc tàu họ đã đóng. Sau khi Lê Hi và Nê Phi qua đời, những hậu nhân đã biên chép những điều giảng dạy và sự kiện lên trên các bảng khắc.

## Câu chuyện
Truyện ký về Lê Hi và vợ ông là Sa Ri A cùng bốn người con trai của ông có tên La Man, Lê Mu Ên, Sam, và Nê Phi. Chúa báo trước cho Lê Hi biết ông phải rời khỏi xứ Giê Ru Sa Lem vì ông đã tiên tri cho dân chúng biết về sự bất chính của họ và họ tìm cách tiêu diệt mạng sống của ông. Ông cùng gia đình hành trình ba ngày trong vùng hoang dã. Truyện ký đã về những nỗi thống khổ của họ khi đem gia đình đi vào vùng hoang dã, với những sự đau đớn và những nỗi thống khổ trong vùng hoang dã. Lộ trình của họ, chuyện họ đến bên bờ đại dương, đặt tên nơi ấy là xứ Phong Phú và vượt đại dương đến đất hứa. Thiên ký thuật Nê Phi thứ nhất viết theo truyện ký của Nê Phi người đã ghi chép biên sử. Nê Phi có thể đã nhận ra những điểm tương đồng giữa cuộc di cư của người Y-sơ-ra-ên và cuộc hành trình của gia đình ông và phản ánh nhận thức đó khi ông viết lịch sử của mình. Khi các con cái của ông biết và hiểu Môi Se với tư cách là vị tiên tri và người lãnh đạo của Cuộc Xuất Hành khỏi Ai Cập, Lê Hi có thể đã sử dụng sự so sánh với Môi Se để giúp họ hiểu được tầm quan trọng của Chúa đối với gia đình họ và những giáo lệnh mà ông đã yêu cầu họ tuân theo. Họ nhận được các giáo lệnh, được Chúa hướng dẫn và được dẫn đến vùng đất hứa.
Lê Hi tiên đoán dân Do Thái sẽ bị những người Ba Bi Lôn bắt tù đày. Ông nói trước dân Do Thái về sự hiện đến của Đấng Mê Si là Đấng Cứu Rỗi/Đấng Cứu Chuộc. Lê Hi còn nói về sự xuất hiện của một vị sẽ làm phép báp têm bằng nước cho Đấng Chiên Con của Thượng Đế (Vị Nam Tử của Chúa Cha) tại Bê Tha Ba Ra, bên kia sông Giô Đanh. Lê Hi nói về cái chết và sự phục sinh của Đấng Mê Si. Ông so sánh sự phân tán và sự quy tụ của Y Sơ Ra Ên với cây ô liu, về ân tứ Đức Thánh Linh và sự ngay chính. Và sau khi làm phép báp têm cho Đấng Mê Si bằng nước xong, vị ấy sẽ thừa nhận và làm chứng rằng, mình đã làm phép báp têm cho Chiên Con của Thượng Đế là Đấng sẽ cất bỏ tội lỗi của thế gian. Dòng dõi của Lê Hi sẽ tiếp nhận phúc âm từ Dân Ngoại vào những ngày sau. Sách Mặc Môn có kể về chuyển Lê Hi nằm mơ trông thấy một khải tượng về cây sự sống. Ông ăn trái của cây ấy và mong muốn gia đình mình cũng được ăn trái cây ấy. Ông trông thấy một thanh sắt, một con đường chật và hẹp và một đám sương mù tối đen che kín dân chúng. Sau khi ông đã nói hết những lời diễn tả về giấc mơ hay khải tượng của ông, ông đã thuyết giảng và tiên tri nhiều điều, ông bèn khuyên bảo tùy tòng tuân giữ những lệnh truyền của Chúa.

### Khải tượng
Vào đầu năm thứ nhất của triều đại Sê Đê Kia, vua Giu Đa thì Lê Hi đã sống tại Giê Ru Sa Lem, chính trong năm này có nhiều vị tiên tri đến và nói những lời tiên tri cho dân chúng biết rằng họ phải hối cải, bằng không thì thành phố Giê Ru Sa Lem vĩ đại ắt sẽ bị hủy diệt. Một lần khi đang cầu nguyện thì Lê Hi trông thấy trong khải tượng một cột lửa và được đọc sách tiên tri, tiên báo sự hiện đến của Đấng Mê Si và tiên tri về sự hủy diệt Giê Ru Sa Lem. cụ thể là lúc Lê Hi đi ra ngoài cầu nguyện Chúa, cầu nguyện hết tấm lòng thành của mình cho dân ông. Lúc ông cầu nguyện Chúa thì một cột lửa xuất hiện trên phiến đá trước mặt ông, và ông được nghe thấy rất nhiều chuyện và cũng chính vì những điều nghe thấy đó mà ông đã kinh hãi và run sợ vô cùng. Ông trở về nhà riêng tại Giê Ru Sa Lem và ông nằm vật xuống giường, tâm thần chan hòa Thánh Linh cùng những điều ông vừa mục kích.
Và trong khi tâm thần chan hòa Thánh Linh như vậy, ông được đưa vào trong một khải tượng đến độ trông thấy được các tầng trời mở ra, và ông nghĩ là ông đã thấy được Thượng Đế đang ngự trên ngai vàng và nhóm thiên thần bao quanh và đang trong trạng thái ca hát và suy tôn Thượng Đế, ông trông thấy có một vị bước xuống khỏi giữa tầng trời, và ông nhận thấy vầng hào quang của vị đó chói sáng hơn cả ánh sáng mặt trời vào lúc giữa trưa. Và ông còn trông thấy có mười hai vị khác đi theo, và hào quang của các vị này cũng chói sáng hơn cả ánh sáng của các vì sao trên vòm trời. Và tất cả các vị ấy đi xuống và tiến tới mặt đất, và vị đi đầu tiên đến đứng trước mặt ông Lê Hi trao cho ông một cuốn sách và bảo ông hãy đọc, khi ông đọc sách ấy, ông được đầy dẫy Thánh Linh của Chúa. Ông đọc rằng: "Khốn thay, khốn thay cho Giê Ru Sa Lem, vì ta đã thấy những điều khả ố của mi! rằng thành phố này sẽ bị hủy diệt, và dân cư ngụ trong ấy cũng vậy, nhiều người sẽ bị chết bởi gươm đao, và nhiều người khác sẽ bị bắt đày qua Ba Bi Lôn".
Sau khi Chúa cho Lê Hi trông thấy những điều kỳ diệu về sự tàn phá của Giê Ru Sa Lem, thì ông đã đi đến giữa đám đông dân chúng, rồi bắt đầu nói tiên tri và rao truyền cho họ những điều ông đã được nghe thấy. Nhưng người Do Thái đã chế nhạo ông vì những điều mà ông đã làm chứng về họ vì quả thật ông đã làm chứng về sự độc ác và những điều khả ố của họ, ông còn làm chứng rằng, những điều ông nghe thấy và luôn cả những điều ông đọc được trong sách, biểu lộ rõ ràng sự hiện đến của Đấng Mê Si, và luôn cả sự cứu chuộc thế gian. Rồi khi những người Do Thái nghe những điều này họ trở nên tức giận với ông như trước kia họ đã từng tức giận các vị tiên tri thời xưa, là những người mà họ đã từng xua đuổi, ném đá và sát hại, nay họ cũng tìm kiếm mạng sống của ông để họ có thể lấy mạng sống ấy. Ông sợ quá phải bàn mưu cùng gia đình đào tẩu để tránh khỏi kiếp nạn do vạ miệng này.

### Xuất hành
Lê Hi dẫn gia đình đi vào vùng hoang dã gần Biển Đỏ. Họ bỏ lại tài sản của họ. Lê Hi dâng lễ vật hy sinh lên Chúa và dạy bảo các con trai của mình biết tuân giữ các lệnh truyền. La Man và Lê Mu Ên ca thán cha mình. Lê Hi đi vào vùng hoang dã, ông bỏ lại nhà cửa và đất thừa hưởng, cùng vàng bạc và các vật quý báu, và ông chẳng đem theo thứ gì ngoài gia đình mình, và lương thực, cùng các lều vải, rồi ra đi vào vùng hoang dã. Ông đi xuống cạnh vùng ranh giới gần ven Biển Đỏ, sau đó ông hành trình trong vùng hoang dã dọc theo vùng ranh giới gần ven Biển Đỏ hơn và ông đã hành trình trong vùng hoang dã cùng với gia đình gồm Sa Ri A, các La Man, Lê Mu Ên, và Sam. Sau khi ông đã hành trình được ba ngày trong vùng hoang dã, ông dựng lều trong thung lũng bên bờ một dòng sông có nước, ông lập một bàn thờ bằng đá, và dâng lễ vật lên Chúa và tạ ơn Chúa. Ông đặt tên cho sông ấy là La Man. Sông này chảy về Biển Đỏ và thung lũng này nằm ở vùng ranh giới gần cửa sông và được đặt tên là Lê Mu Ên.
La Man và Lê Mu Ên có tính ương ngạnh; vì này, họ ca thán cha mình nhiều điều vì ông là người trông thấy các khải tượng và ông đã dẫn họ rời khỏi xứ Giê Ru Sa Lem, bỏ lại đất đai thừa hưởng, và vàng bạc cùng các vật quý báu để vào chết trong chốn hoang dã này. Họ bảo rằng, ông đã làm vậy vì những sự tưởng tượng điên rồ của lòng ông. Họ cũng không tin rằng, Giê Ru Sa Lem lại có thể bị hủy diệt được. Lê Hi đã nói với họ trong thung lũng Lê Mu Ên, bằng một giọng đầy uy lực, nhờ ông được đầy dẫy Thánh Linh, đến nỗi toàn thân họ run lên trước mặt ông, và ông đã khuất phục được họ, khiến họ không thốt lên được lời nào chống đối ông nữa vậy nên họ đã làm theo lời ông truyền dạy. Khi xuất hành tạm trú thì Lê Hi trú trong một lều vải, trong Kinh Thánh, "tạm trú" (sojourn) gắn liền với sự nô lệ hoặc sống dưới sự bảo vệ của người khác.
Các con trai của Lê Hi trở về Giê Ru Sa Lem để lấy các bảng khắc bằng đồng. Bà Sa Ri A oán trách ông Lê Hi thì hai người vui mừng khi thấy các con trai mình trở về. Họ dâng của lễ hy sinh. Các bảng khắc bằng đồng chứa đựng các văn tập của Môi Se và các vị tiên tri. Các bảng khắc cho thấy Lê Hi thuộc con cháu Giô Sép. Lê Hi nói tiên tri về dòng dõi của ông và sự bảo tồn các bảng khắc. Lê Hi, đã khám phá ra gia phả của tổ phụ ông. Khi ông xem thấy tất cả những điều này, ông được đầy dẫy Thánh Linh, rồi bắt đầu nói tiên tri về dòng dõi của ông rằng những bảng khắc bằng đồng này sẽ được gửi đi khắp các quốc gia, sắc tộc, sắc ngữ, và dân tộc thuộc dòng dõi của ông, những bảng khắc bằng đồng này sẽ không bao giờ bị tiêu hủy; và cũng không bao giờ bị phai mờ vì thời gian. Các con trai của Lê Hi trở về Giê Ru Sa Lem và chiêu phục được Ích Ma Ên và gia đình của ông đi theo họ trong cuộc hành trình. Lê Hi và nhóm người của ông dâng lễ vật hy sinh và của lễ thiêu.

### Cây sự sống

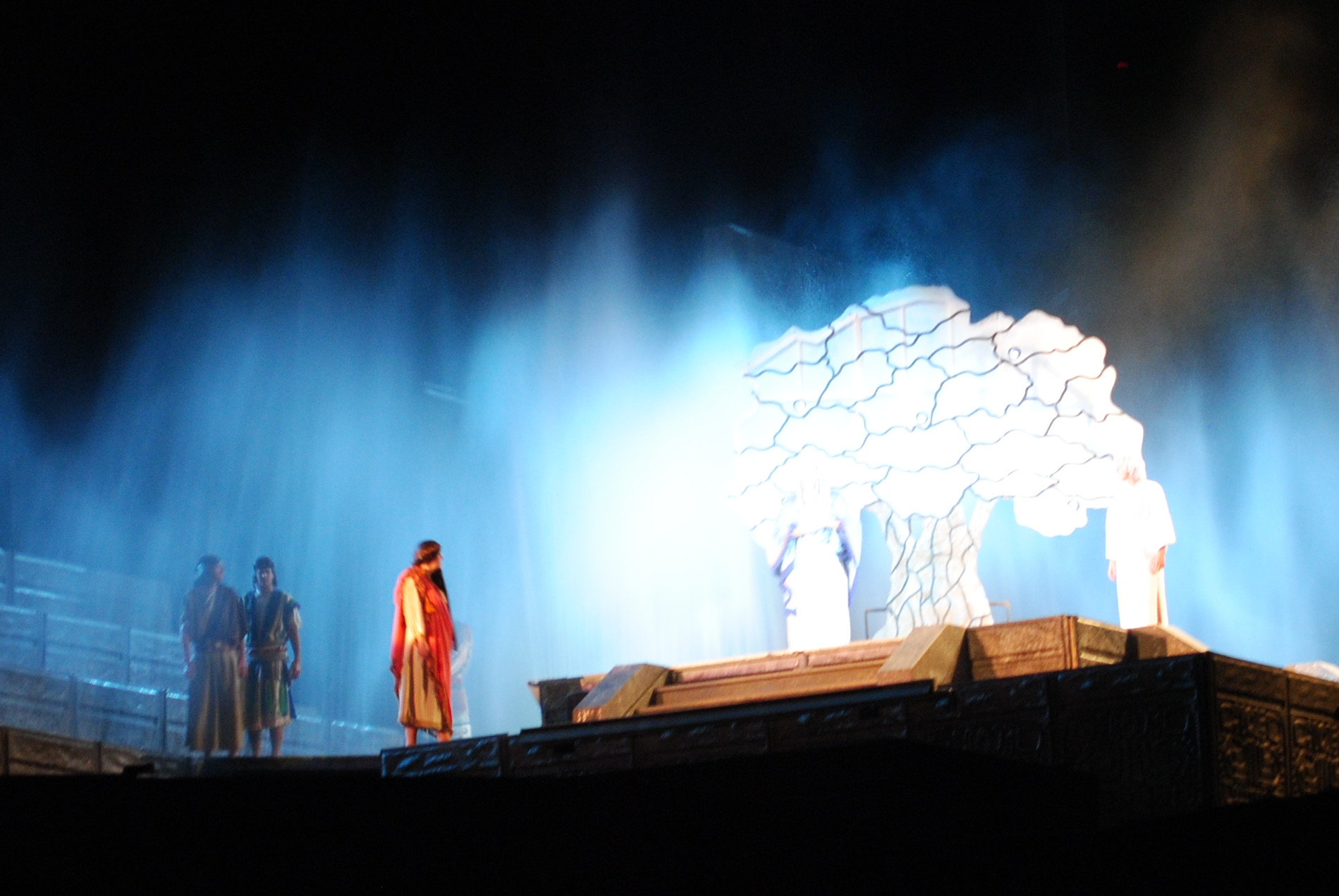
Diễn lại cảnh khai tượng cây sự sống

Lê Hi cho biết ông đã mục kích một khải tượng, trong giấc mộng chiêm bao, ông trông thấy một vùng hoang dã âm u tiêu điều, thấy một người đàn ông, vị ấy mặc một cái áo trắng và nhận thấy mình đang đi theo trong một vùng đất hoang âm u tiêu điều trong bóng tối mịt mù nhiều giờ, sau khi cầu nguyện Chúa thì thấy một cánh đồng bát ngát bao la, thấy một cây có trái hấp dẫn làm người ta cảm thấy vui sướng, ông liền bước đến hái một trái ăn, trái cây ấy có một hương vị ngọt ngào hơn hết tất cả những trái cây khác mà đã từng nếm, trái ấy có một màu trắng toát, trắng hơn hết tất cả những màu trắng đã được trông thấy từ trước tới giờ. Khi ăn trái cây ấy, nó làm cho tâm hồn chan hòa một niềm hân hoan cực độ, ông muốn cho cả gia đình mình cũng được nếm trái ấy vì biết rằng đó là một thứ trái cây chấp dẫn hơn hết mọi thứ trái cây khác.
Ông thấy một dòng sông có nước chảy xuôi gần bên cây vừa ăn trái, đầu sông cách đó không xa, ở ngay đầu sông thấy Sa Ri A, cùng Sam và Nê Phi đứng ở đó và không biết phải đi đâu, ông ra dấu cho họ và cũng gọi to lên, bảo họ lại và ăn trái cây ấy, đó là trái hấp dẫn hơn hết thảy mọi trái khác, họ đi đến với cha và cũng ăn trái cây ấy. Ông thấy một thanh sắt chạy dài dọc theo bờ sông đến gốc cây cạnh chỗ đang đứng, còn thấy một con đường chật và hẹp chạy xuôi theo thanh sắt đến ngay gốc cây cạnh chỗ đang đứng, và nó còn chạy qua đầu sông đến một cánh đồng bát ngát bao la, rộng như cả một thế giới. Ông còn thấy những đám đông không kể xiết, trong số ấy có nhiều người đang cố sức tiến tới để đi tới con đường dẫn đến cây, họ tiến vào và bắt đầu đi trên con đường dẫn đến cây ấy, có một đám sương mù tối đen nổi lên, tối đen vô cùng đến đỗi những người mới bắt đầu đi vào con đường ấy phải lạc lối khiến họ đi lang thang rồi lạc mất luôn.
Còn nhiều người khác đang cố sức tiến tới, họ đến nắm đầu thanh sắt rồi liền bám chặt thanh sắt và cố sức tiến qua đám sương mù tối đen, cho tới khi họ đến được bên cây và ăn trái cây ấy. Và sau khi ăn trái cây ấy xong, họ đưa mắt nhìn quanh, hình như lấy làm hổ thẹn, phía bên kia sông có một tòa nhà rộng lớn vĩ đại đứng lơ lửng như ở trên không cao khỏi mặt đất, trong đó đầy nghẹt những người, cả già trẻ lẫn nam nữ, và lối ăn mặc của họ rất sang trọng, và họ có hành động chế giễu và chỉ trỏ những người vừa đến và đang ăn trái cây ấy. Và sau khi đã nếm trái cây ấy, họ lấy làm hổ thẹn vì thấy những người kia đang chế nhạo mình, và họ đi cạc vào những lối cấm rồi lạc mất luôn, ông thấy các đám đông khác đang cố sức tiến tới trước, và họ đến nắm đầu thanh sắt rồi cố sức tiến tới trước, tay luôn luôn giữ chặt thanh sắt cho tới khi họ đến được bên cây thì rạp mình xuống và ăn trái cây ấy, ông còn trông thấy các đám đông khác đang dò dẫm lần mò đi về phía tòa nhà rộng lớn vĩ đại kia, nhiều người bị chết chìm dưới đáy của dòng sông, và nhiều người khác thì bị xa lạc khỏi tầm mắt, họ đi lang thang trong những con đường xa lạ.
Và đông đảo thay nhóm người vào được trong tòa nhà kỳ lạ ấy, và khi vào trong tòa nhà rồi, họ liền lấy tay chỉ trỏ khinh miệt những người khác đang ăn trái cây, tất cả những ai lưu ý đến họ đều sa ngã và lạc lối. Những khải tượng trên được giải thích là xem dòng suối có nước dơ bẩn đã thấy, ngay cả con sông đã nói tới thì đáy sâu của dòng sông đó tức là đáy sâu của ngục giới, đám sương mù tối đen là những cám dỗ của quỷ dữ, làm mù quáng và khiến lòng dạ con cái loài người chai đá, cùng dẫn dắt họ đi vào những con đường rộng, để họ phải bị diệt vong và lạc lối, tòa nhà rộng lớn vĩ đại trông thấy là những ảo ảnh hão huyền và lòng kiêu căng của con cái loài người, và vực thẳm vĩ đại kinh hồn chia cách họ, cây sắt tức là tiếng nói công lý của Thượng Đế Vĩnh Cửu, và Đấng Mê Si là Chiên Con của Thượng Đế mà Đức Thánh Linh làm chứng từ buổi sáng thế cho đến bây giờ.
Bình luận về câu chuyện giấc mơ của Lê Hi này thì Corbin T. Volluz là một luật sư Thánh hữu Ngày sau, phản ánh niềm tin chung của các tín nhân rằng khải tượng là "một trong những phần phong phú nhất, linh hoạt nhất và có ảnh hưởng sâu rộng nhất của lời tiên tri mang tính biểu tượng có trong các tác phẩm tiêu chuẩn thánh thư". Câu chuyện về khải tượng đã được các thành viên của Giáo hội LDS biết đến nhiều và được trích dẫn rộng rãi. "Roi sắt" được nhắc đến cụ thể thường đề cập đến kinh thánh hoặc lời của Chúa, nhằm truyền đạt tầm quan trọng của việc tuân theo lời dạy của Chúa. Trong cuốn sách "Câu chuyện về Sách Mặc Môn" (xuất bản năm 1888), biện giả George Reynolds đã giải thích các trang 2-3 của Codex Boturini chính là đại diện cho giấc mơ của Lê Hi. Theo cách giải thích này, trong nhóm năm người gần cái cây nhất, ba người là Sariah, Sam và Nê Phi đang ăn trái của nó, còn hai người còn lại là Laman và Lemuel từ chối ăn. Xa hơn về phía bên phải, cái chết của Ishmael được mô tả. Ngược lại, cách giải thích chính thống của giới học thuật cho rằng con người và cái cây gãy được minh họa trong các trang này thể hiện sự chia rẽ giữa người Mexico với người Aztec. Nhân vật ngay bên phải thân cây là vị thần Aztec Huitzilopochtli.

## Chú thích

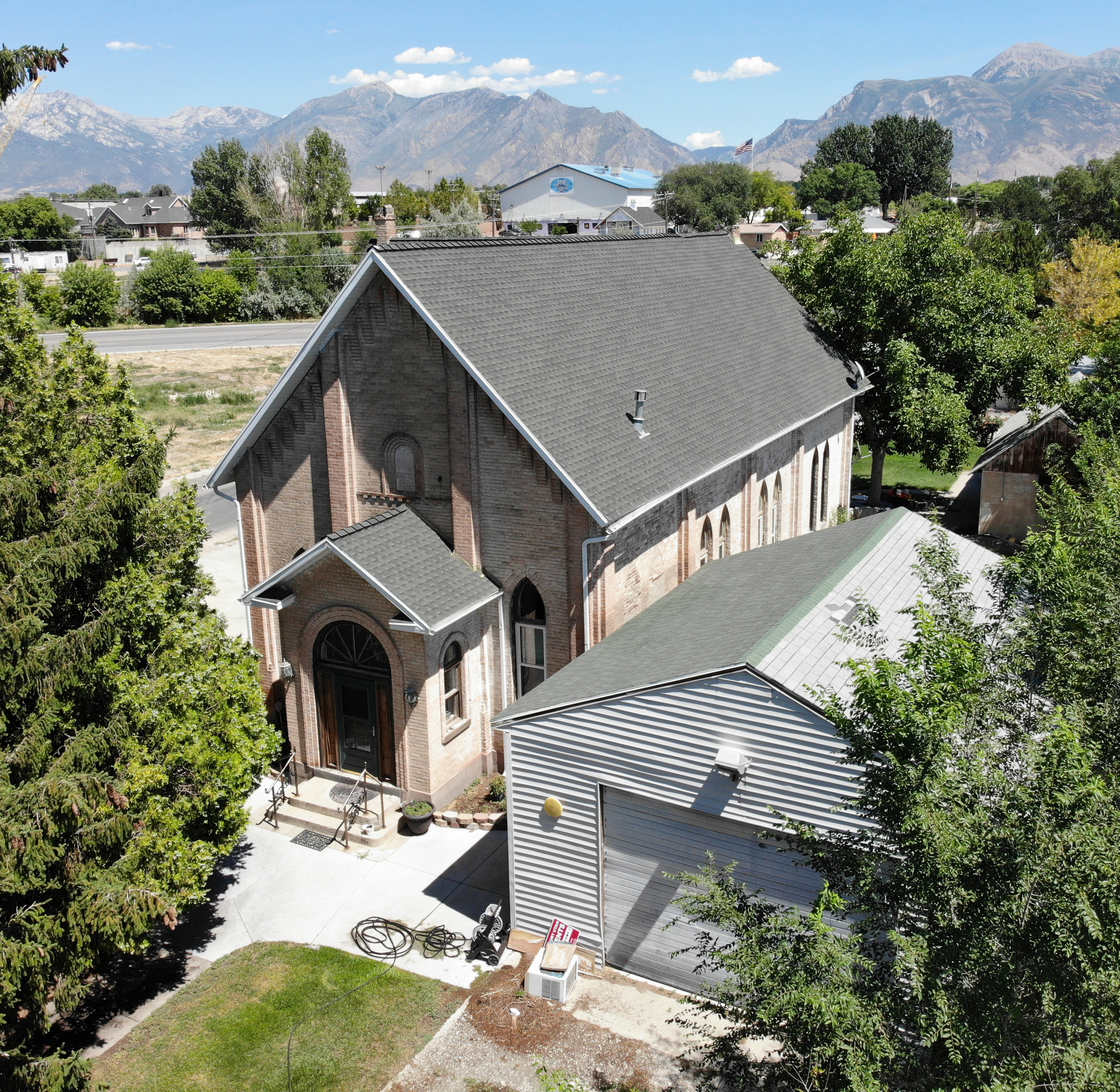
Nhà hội chi nhánh phía Bắc Lehi

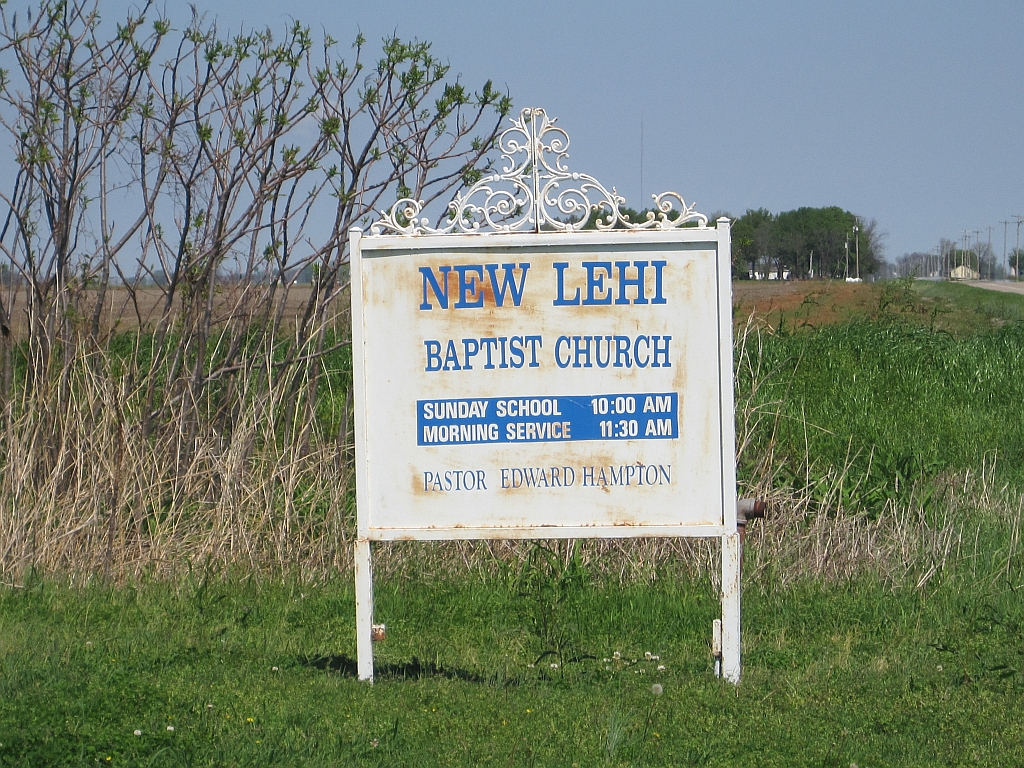
Nhà thờ Baptist Lehi mới Crawfordsville AR